# Brush Point
Brush Point était une communauté non-incorporée du Comté de DeKalb dans l'état de l'Illinois qui est aujourd'hui une ville fantôme.

## Géographie
L'ancienne école de Brush Point, encore subsistante aujourd'hui, est située aux coordonnées 42° 01′ 41″ N, 88° 45′ 13″ O, là où était le centre-ville. Le village fantôme se trouve dans le Township de Mayfield, au nord-ouest de Sycamore et au nord de DeKalb.

## Histoire
En juin 1839, Brush Point a été considérée pour être le futur siège du Comté de DeKalb avec trois autres villages, en l'instance Coltonville (aujourd'hui disparu aussi) et Sycamore, qui a finalement remporté la course. Le village avait alors gagné le support du docteur local, Henry Madden.